# جاش بینی
جاش بینی (انگلیسی: Josh Binney؛ ‏ ۱۸۸۹ – ۱۹۵۶) بازیگر، تهیه‌کننده فیلم و کارگردان فیلم اهل ایالات متحده آمریکا بود.
از فیلم‌هایی که وی در آن‌ها نقش داشته‌است، می‌توان به یک دزد دریایی زیرآبی و کلاهبرداران دادگاه اشاره نمود.